# Nuzéjouls
Nuzéjouls település Franciaországban, Lot megyében. Lakosainak száma 351 fő (2022. január 1.). Nuzéjouls Boissières, Calamane, Catus, Crayssac és Espère községekkel határos.

## Népesség
A település népességének változása:
| Lakosok száma | 126  | 191  | 238  | 303  | 365  | 380  | 372  | 353  | 357  | 351  |
|               | 1968 | 1982 | 1990 | 2006 | 2013 | 2015 | 2017 | 2019 | 2020 | 2022 |